# 余三勝

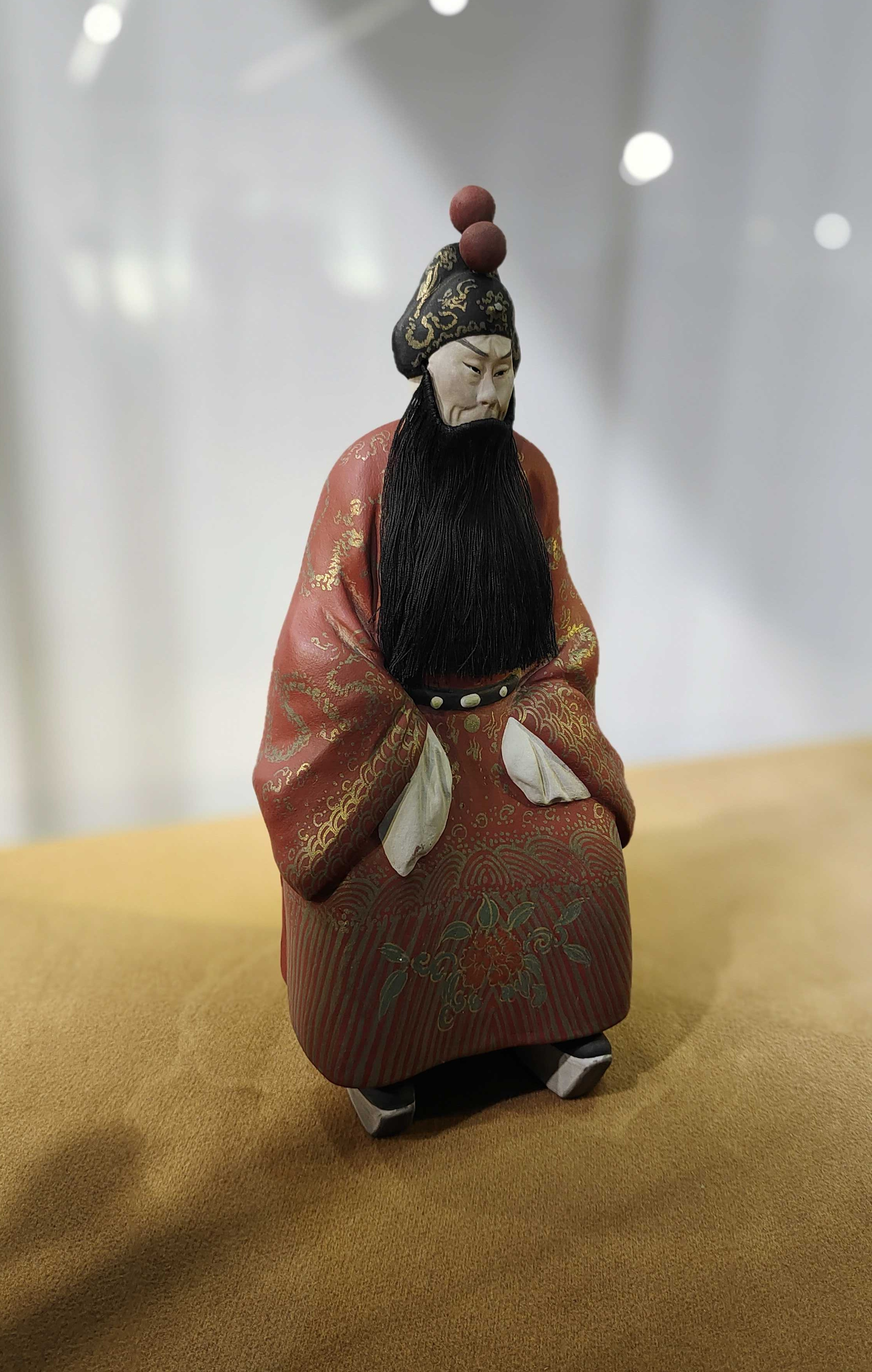
余三勝泥塑像，由第一代“泥人張”張長林所作，攝於天津大學北洋園校區

余三勝（1802年—1866年），安徽潜山人，也有一说湖北罗田县人，清中期京劇演員。安徽科班出身，徽派老生，曾任徽班春台班班主，同治二年（1863 年）转广和成班独工汉调。
道光年間，余三勝與程長庚、張二奎齊名，被稱為「老生三傑」、「三鼎甲」。因其子余紫雲成名，又称「老余三勝」。余三胜西皮唱得最好；程长庚擅长慢板二黄；张二奎以“干腔”出名。三人各有独特的风格，代表当时京剧演唱艺术的三派。

## 履历
余三勝早年学艺於湖北的漢調戲班，原為末角演員，在道光初年進入北京，改唱老生，大受歡迎。他在演唱聲腔方面，以漢調的皮簧以及徽調的二簧為基礎，並吸收了崑曲、秦腔的特色，為當時刚刚形成的北京京劇的腔調帶入更豐富的內涵，他还努力使漢調唱腔與北京當地的語言調合融貫，也因此得以大受歡迎。余三胜原工汉调老生，使不少人误认他是湖北籍。他冶皖、鄂二音为一炉，演唱中，音节回转处别具新意，顿挫抑扬，缠绵悱恻，形成独特流派。
咸丰七年(1857年)，余三胜与程长庚同被推选为北京潜山义园首事。《北京梨园金石文字录》及民国旧志，录有其时的“潜山义园碑记”与首事勒名。
余三勝擅長的劇目，以及唱作兼重者較多，如《定軍山》的黃忠、《魚腸劍》的伍員、《四郎探母》的楊延輝、《捉放曹》的陳宮，《烏盆記》的劉世昌等。除了上述唱腔上的特色外，當時人對他特別講究表情動作以及舞台經驗的豐富都很稱許。
余三勝對京劇的影響，不僅在唱念上的奠基，他也對當時唱老生者產生重大影響，同治時期著名的老生張奎官、劉和坤均為其弟子。下一代的譚鑫培也受到他的影響。

## 家庭
余三勝之养子余紫雲，為京劇旦角演員，称小余三勝。余紫雲三子、孫子余叔岩為清末民初著名老生。余紫雲长女、孙女余素霞的二女婿即程砚秋:16。
据《皖优谱》、《京剧二百年历史》载：余三胜弟名四胜，工副净。叔岩弟卓夫（又名余胜荪:16），工老生，研究程长庚声调，迥异时派。祖孙三代，有名伶五人入伶史，可称艺术世家。